# 勒博恩
勒博恩（法語：Le Born，法語發音：[lə bɔʁn]）是法国上加龙省的一个市镇，属于图卢兹区。

## 地理
勒博恩（43°53'5"N, 1°32'40"E）面积10.85 平方千米，位于法国奧克西塔尼大區上加龙省，该省份为法国西南部内陆省份，西南端与西班牙接壤，自此顺时针与上比利牛斯省、热尔省、塔恩-加龙省、塔恩省、奥德省和阿列日省接壤。
与勒博恩接壤的市镇（或旧市镇、城区）包括：韦尔拉克泰斯库、泰斯库河畔博韦、塔恩河畔维勒米尔、蒙瓦朗。

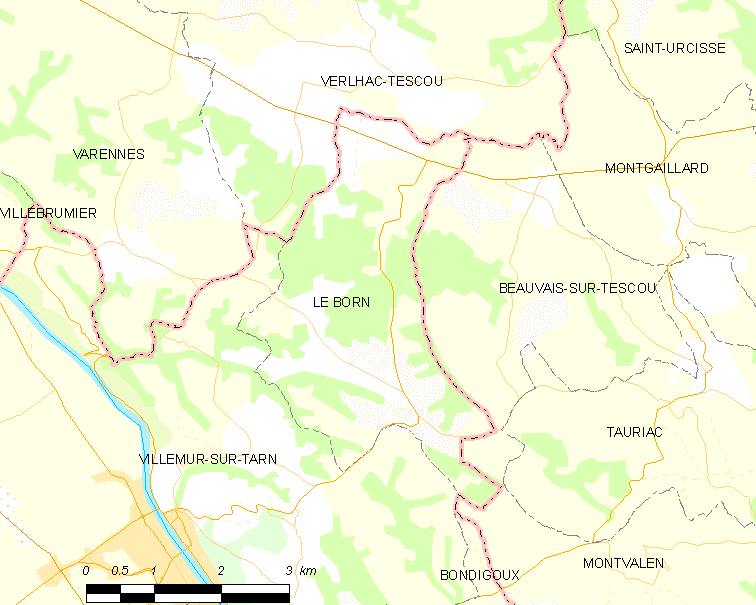
勒博恩的OSM定位图

勒博恩的时区为UTC+01:00、UTC+02:00（夏令时）。

## 行政
勒博恩的邮政编码为31340，INSEE市镇编码为31077。

## 政治
勒博恩所属的省级选区为塔恩河畔维勒米尔县。

## 人口

1962-2008年间勒博恩人口变化图示

勒博恩于2022年1月1日时的人口数量为658人。

## 图集

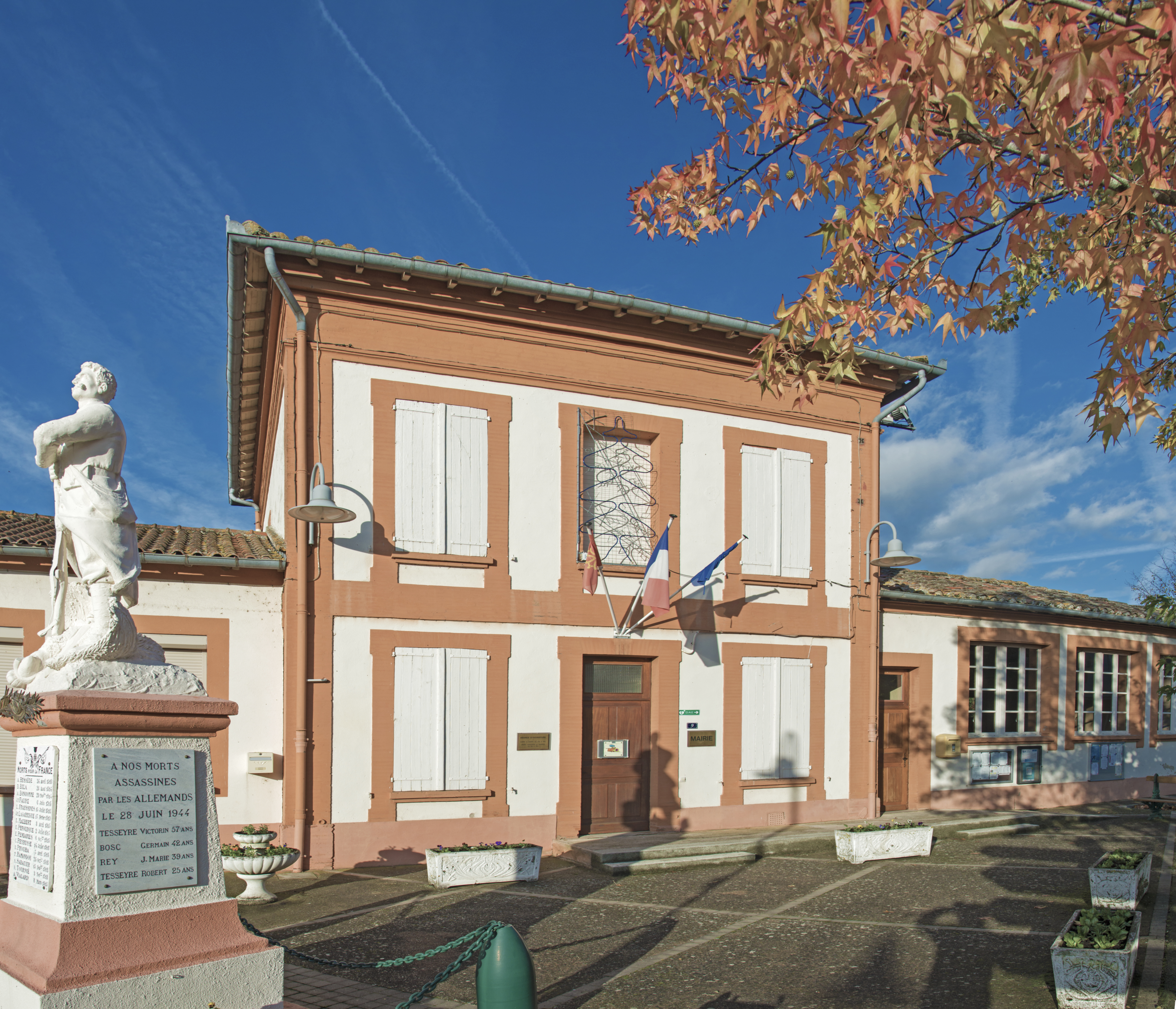
市政厅
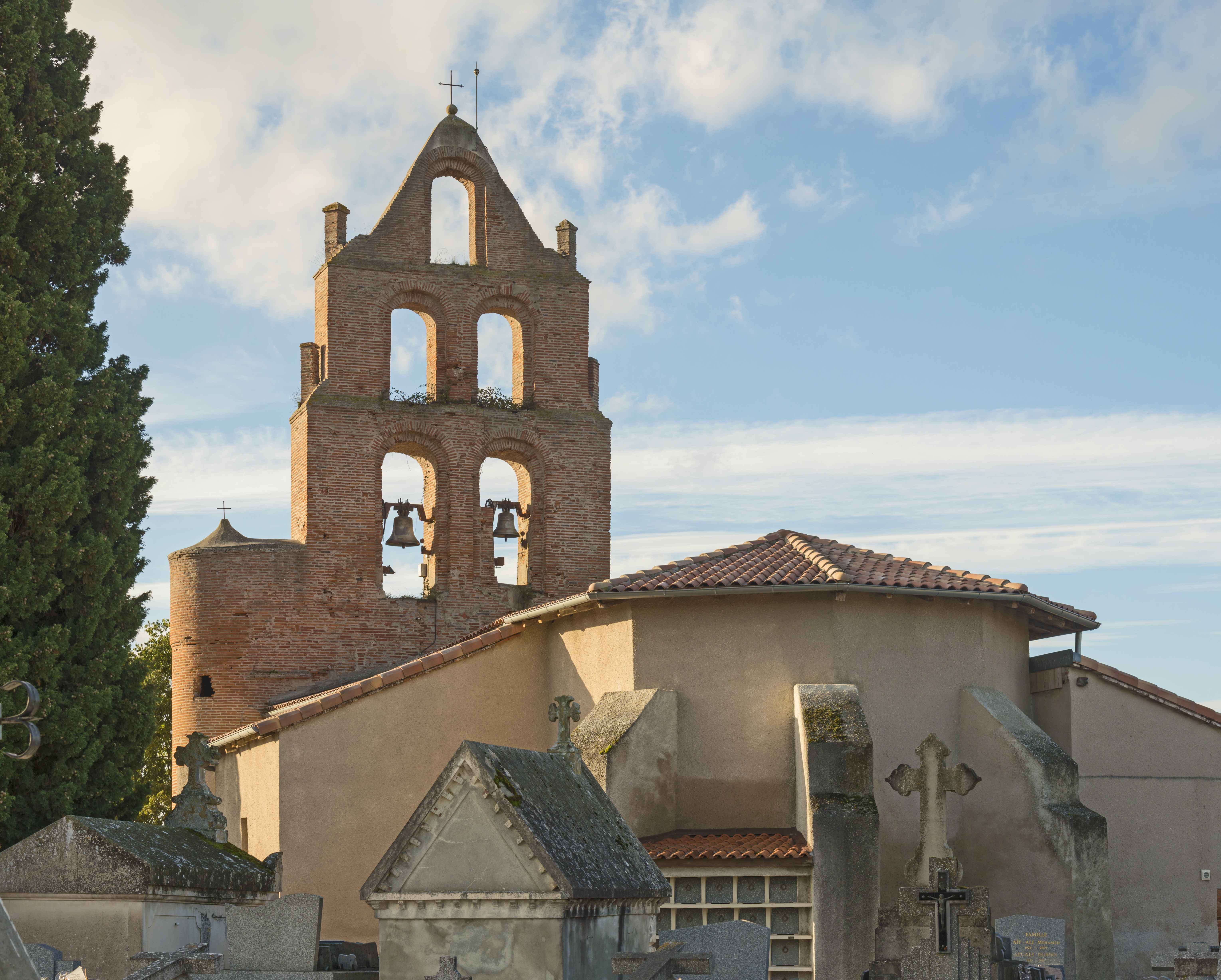
教堂